# Laguna Verde
Laguna Verde – miasto w Chile, w regionie Valparaíso, w prowincji Valparaíso, nad Oceanem Spokojnym.